# Scopula cuphoptera
Scopula cuphoptera är en fjärilsart som beskrevs av Louis Beethoven Prout 1938. Scopula cuphoptera ingår i släktet Scopula och familjen mätare. Inga underarter finns listade.